# Margarita Sanz
Margarita Sanz (Jalisco, 20 de fevereiro de 1954) é uma atriz mexicana.

## Filmografia

### Cinema
- El garabato (2008)
- Espérame en otro mundo (2007) .... Gloria
- Amor de madre (2006) .... Isabel
- La bufanda del cielo (2005) .... Lucia Renard
- Frida (2002) .... Natalia Trotskaya
- La habitación azul (2002) .... Dora
- Perriférico (1999) .... Pordiosera
- Preludio (1999)
- Pasajera (1997) .... Mujer
- El callejón de los milagros (1995) .... Susanita
- Un volcán de lava de hielo (1994)
- Quimera (1994)
- La vida conyugal (1993) .... Márgara
- Arcángel Miguel (1991)
- El imperio de la fortuna (1986) .... Cara de Canario
- Miracles (1986) .... Carol
- Frida, naturaleza viva (1984) .... Amiga
- Dune (1984) .... Sirvienta de Lady Jessica

### Televisão
- Montecristo (2006) .... Leticia (2006-2007)
- Las Juanas (2004) .... Doña Doña (2004-2005)
- La heredera (2004) (2004-2005)
- La calle de las novias (2000) .... Ernestina de Sánchez
- Amor de nadie (1990) .... Maggie Santiesteban (1990-1991)
- Amor en silencio (1988) .... Mercedes Silva
- Quinceañera (1987) .... Eduviges Sarcoser (1987-1988)
- Cuando los hijos se van (1983) .... Rebeca
- Toda una vida (1981) .... Soledad
- Santa (1978)
- Canasta de cuentos mexicanos (1972)

## Prêmios e indicações

### TVyNovelas
| Ano  | Categoria                | Telenovela       | Resultado |
| ---- | ------------------------ | ---------------- | --------- |
| 1989 | Melhor atriz antagonista | Amor en silencio | Venceu    |

### Ariel
| Ano  | Categoria                  | Filme                       | Resultado |
| ---- | -------------------------- | --------------------------- | --------- |
| 2003 | Melhor atriz de quadro     | La habitación azul          | Venceu    |
| 1995 | Melhor atriz               | El callejón de los milagros | Venceu    |
| 1985 | Melhor co-atuação feminina | Frida, naturaleza viva      | Venceu    |